# Karim Bangoura
Karim Bangoura né vers 1926 et mort en 1972, était un diplomate guinéen.

## Biographie
Né dans une famille Soussou notable de Coyah au milieu des années 1920, Bangoura était à l'origine instituteur et était un membre important du bloc africain de Guinée Jusqu'en 1958, il était représentant auprès de l'Union française.
Ancien directeur de l'Agence guinéenne de presse, il a été ministre de l'Industrie et des Mines et à partir de 1969, ambassadeur aux États-Unis. Il a été arrêté à Conakry en 1971 accusé d'avoir participé à une tentative de coup d'État en 1970, soutenue par les Portugais et exécuté sans procès un an plus tard.